# 가와사키 종관 고속철도
가와사키 종관 고속철도(일본어: 川崎縦貫高速鉄道 가와사키쥬칸코소쿠테쓰도[*])는 가나가와현 가와사키시의 교통국에서 신유리가오카 역 - 미야마에다이라 역 - 모토스미요시 역(무사시코스기역) 사이를 잇는 철도 노선으로, 가와사키 시 교통국의 계획 노선이었다.